# Ziekte van Duchenne
De ziekte van Duchenne of spierdystrofie van Duchenne (DMD) is een aangeboren en erfelijke vorm van spierdystrofie. De ziekte treft voornamelijk mannen aangezien het recessieve gen dat aan de basis van de aandoening op het X-chromosoom ligt en mannen slechts een enkel X-chromosoom hebben. Zoals bij andere X-gebonden aandoeningen, wordt deze via de moeder geërfd, als zij drager ervan is.

## Oorzaak en symptomen
De ziekte wordt veroorzaakt door de afwezigheid van het eiwit dystrofine in de spiercel. Hierdoor werken de spieren niet zoals het zou moeten en is er een verminderde spierkracht. Vaak ziet men een pseudohypertrofie van de kuitspieren; de kuiten zijn dikker door een toename van vetweefsel en bindweefsel. De spier is echter erg zwak. Door de zwakte kunnen deze kinderen moeilijk rechtopkomen uit liggende of zittende houding (het teken van Gowers: handen op de dijen duwen om vanuit zit rechtop te komen). Scoliose, botbreuken door botontkalking, vervetting van het hartspierweefsel en ademhalingsinsufficiëntie met respiratoire infecties zijn vaak voorkomende complicaties en kunnen leiden tot de dood.

## Ziekteverloop
De ziekte verloopt progressief en tast steeds meer spierweefsel aan. Lopen is op een gegeven moment niet meer mogelijk. De leeftijd waarop mensen met Duchenne in een rolstoel terechtkomen verschilt van persoon tot persoon maar ligt gemiddeld rond de leeftijd van tien jaar.
Door de verbeterde behandelingsmogelijkheden is de levensverwachting toegenomen en worden mensen met Duchenne in Nederland gemiddeld tussen de 30 en 35 jaar oud. 
Bij de ziekte van Duchenne kan bij algehele anesthesie maligne hyperthermie optreden, een levensbedreigende aandoening. Mensen met de ziekte van Duchenne moeten dit daarom bij alle operaties melden aan de arts.

## Behandeling
De ziekte is ongeneeslijk. Gentherapeutische behandelingen (exon-skipping) worden onderzocht in het mdx-muismodel en menselijke DMD-gen-cellijnen en de mens. Het doel van deze aanpak is om zo de ziekte van Duchenne om te vormen tot een aandoening die meer lijkt op de – minder ernstige – spierdystrofie van Becker.
In 2008 werd een artikel gepubliceerd over een onderzoek in Leiden met enkele mensen met deze ziekte. Zij kregen een oligonucleotide volgens exon skipping ingespoten. Zij bleken het eiwit dystrofine in drie tot twaalf procent van normale hoeveelheid aan te maken op de inspuitplaats. Dit is een belangrijke bevinding, maar een breed toepasbare methode is het nog niet.

## Vergelijkbare aandoeningen
- Facioscapulohumerale dystrofie (FSHD)
- Limb-girdle-dystrofie
- Metabole en congenitale spierziekten.
- Myositis
- Myotone dystrofie
- Spierdystrofie van Becker